# Atimia esakii
Atimia esakii là một loài bọ cánh cứng trong họ Cerambycidae.